# Петар Стругар
Петар Стругар (Цетиње, 23. мај 1988) црногорски и српски је глумац и водитељ. Уписао је Академију драмских умјетности у Цетињу, али се касније пребацио на ФДУ у Београду, јер је већ на факултету добио своје прве улоге, па је због посла морао да се пресели. Постао је познат по улози Благоја Марјановића „Моше“ у филму Драгана Бјелогрлића „Монтевидео, Бог те видео!“ и његова два наставка.

## Филмографија
| Год.       | Назив                                 | Улога                     |
| ---------- | ------------------------------------- | ------------------------- |
| 2010-те    |                                       |                           |
| 2010.      | Монтевидео, Бог те видео!             | Благоје Марјановић „Моша“ |
| 2012.      | Будва на пјену од мора                | Мировић                   |
| 2012.      | Монтевидео, Бог те видео! (ТВ серија) | Благоје Марјановић „Моша“ |
| 2013.      | На путу за Монтевидео                 | Благоје Марјановић „Моша“ |
| 2013.      | Жене са Дедиња                        | гинеколог                 |
| 2014.      | Монтевидео, видимо се!                | Благоје Марјановић „Моша“ |
| 2014.      | Мали Будо                             | Будо                      |
| 2014.      | Монтевидео, видимо се! (ТВ серија)    | Благоје Марјановић „Моша“ |
| 2016.      | Јесен самураја                        | Владица                   |
| 2016-2017. | Права жена                            | Давор Матић               |
| 2016.      | Немој да звоцаш                       | Мило Голубовић            |
| 2017.      | Живот по Москрију                     | Џони                      |
| 2018.      | Пет                                   | боксер за паре            |
| 2019.      | Сенке над Балканом                    | Данило Томасовић          |
| 2019.      | Ујка нови хоризонти                   | Тасић                     |
| 2020-те    |                                       |                           |
| 2021.      | Александар од Југославије (ТВ серија) | Лука Месечина             |
| 2022.      | Златни дечко                          | Cони                      |
| 2023.      | Пригушивач (филм)                     |                           |
| 2023.      | Пригушивач (серија)                   |                           |
| 2023.      | Свето краљевство                      |                           |

## Емисије
- Твоје лице звучи познато (сезона 1)